# Dombeya rodriguesiana
Dombeya rodriguesiana är en malvaväxtart som beskrevs av Francis Friedmann. Dombeya rodriguesiana ingår i släktet Dombeya och familjen malvaväxter. Inga underarter finns listade i Catalogue of Life.